# Sévernie Koriaki
Sévernie Koriaki (en rus: Северные Коряки) és un poble del krai de Kamtxatka, a Rússia, que el 2020 tenia 157 habitants. Pertany al districte de Iélizovo.